# Batik
Batique (ou batik) é uma técnica de tingimento em tecido artesanal, que consiste em aplicar várias camadas de cera sobre um mesmo tecido, que vai ser tingido várias vezes. A cera é aplicada sobre o tecido, de maneira a formar padrões ou desenhos. Como a cera impede que a parte do tecido em que assenta fique tingida, ao removê-la, depois de cada tintura, o tecido vai ficando com padrões e desenhos de cores diferentes. Esta técnica é originária da ilha de Java na Indonésia.

## História
No batique javanês, o efeito final é produzido por sucessivos tingimentos no tecido, protegido por máscaras de cera, onde somente as partes não vedadas pela cera são tingidas. As máscaras são aplicadas sobre a seda com pincel ou "tjanting", uma ferramenta de metal própria para dispensar pingos de cera derretida.

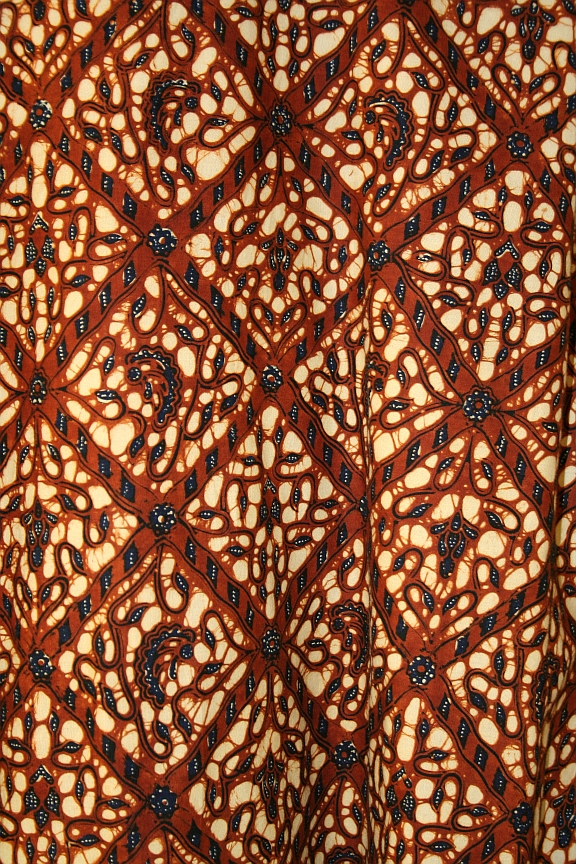
Batique tradicional da Indonésia

A Indonésia foi o berço do Batik, forma de expressão artística que consiste em desenhar com cera quente sobre o tecido e em seguida tingi-lo com cores variadas, que lhe confere uma impressionante beleza. A técnica do Batik tem como característica singular o efeito da cera, que se parte em alguns lugares deixando um craquelê no desenho, o que acrescenta um toque especial no trabalho dos artistas.
Por se tratar de uma arte milenar, o Batik se mantém fiel, sem sofrer mudanças na forma de construir as telas, dentro de um processo que exige uma grande concentração e capacidade de imaginar na abstração do olhar a beleza que cada trabalho revela ao ser finalizado.
Nos tempos das colonizações a técnica do Batik embarcou nos navios holandeses e viajou pelo mundo. Com o Batik, pode-se fazer quadros, cangas, lenços, enfim, tudo que tenha como suporte o tecido, e além dele, papel, couro e casca de ovo.

Cada trabalho de Batik é original e feito à mão.

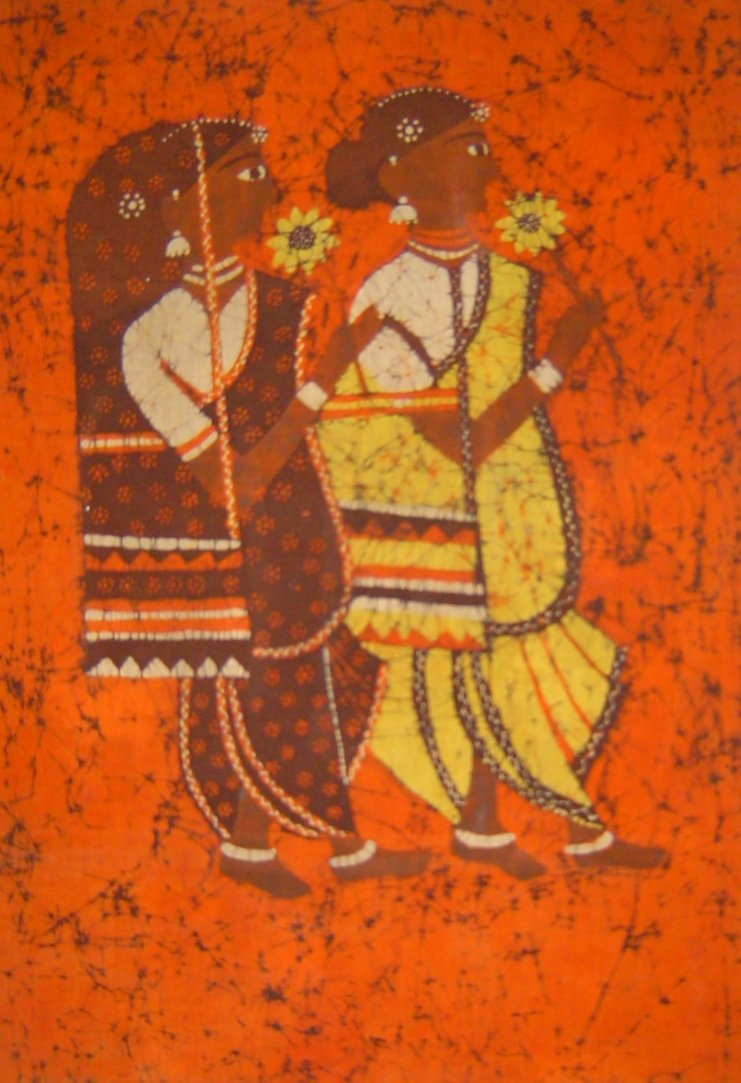
Pintura na técnica do batique

## Outras imagens

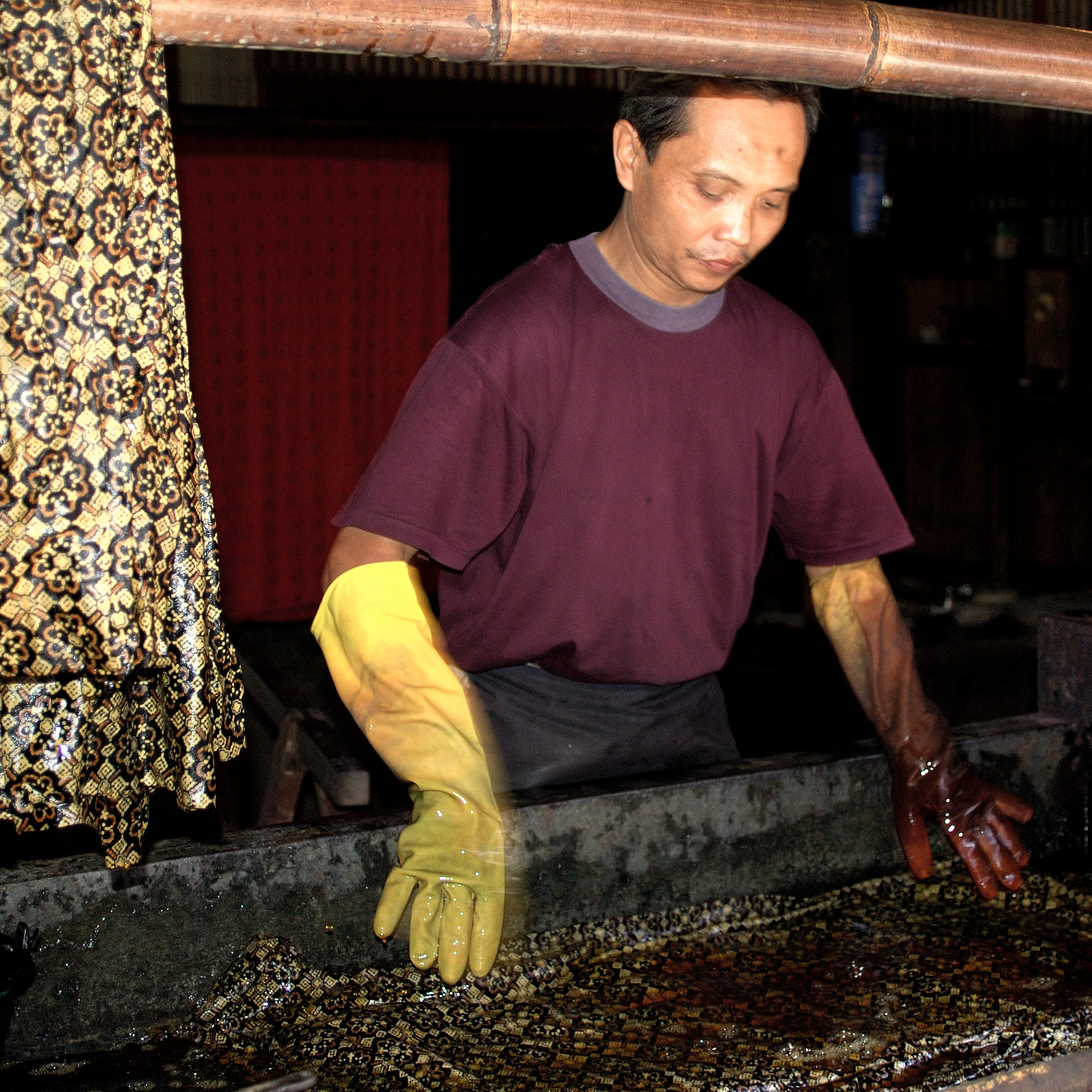
Homem preparando um batik
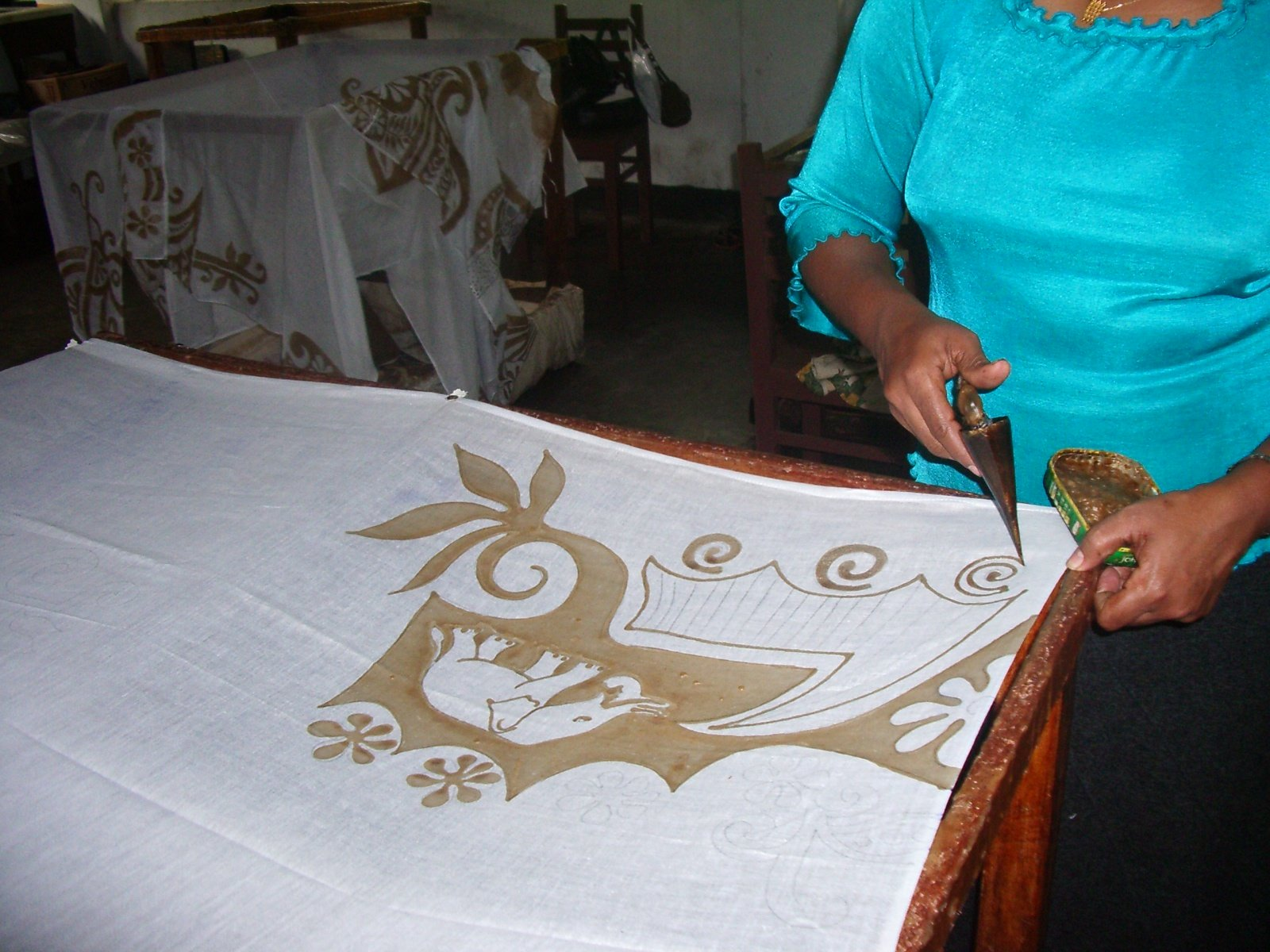
Preparação de batik com cera
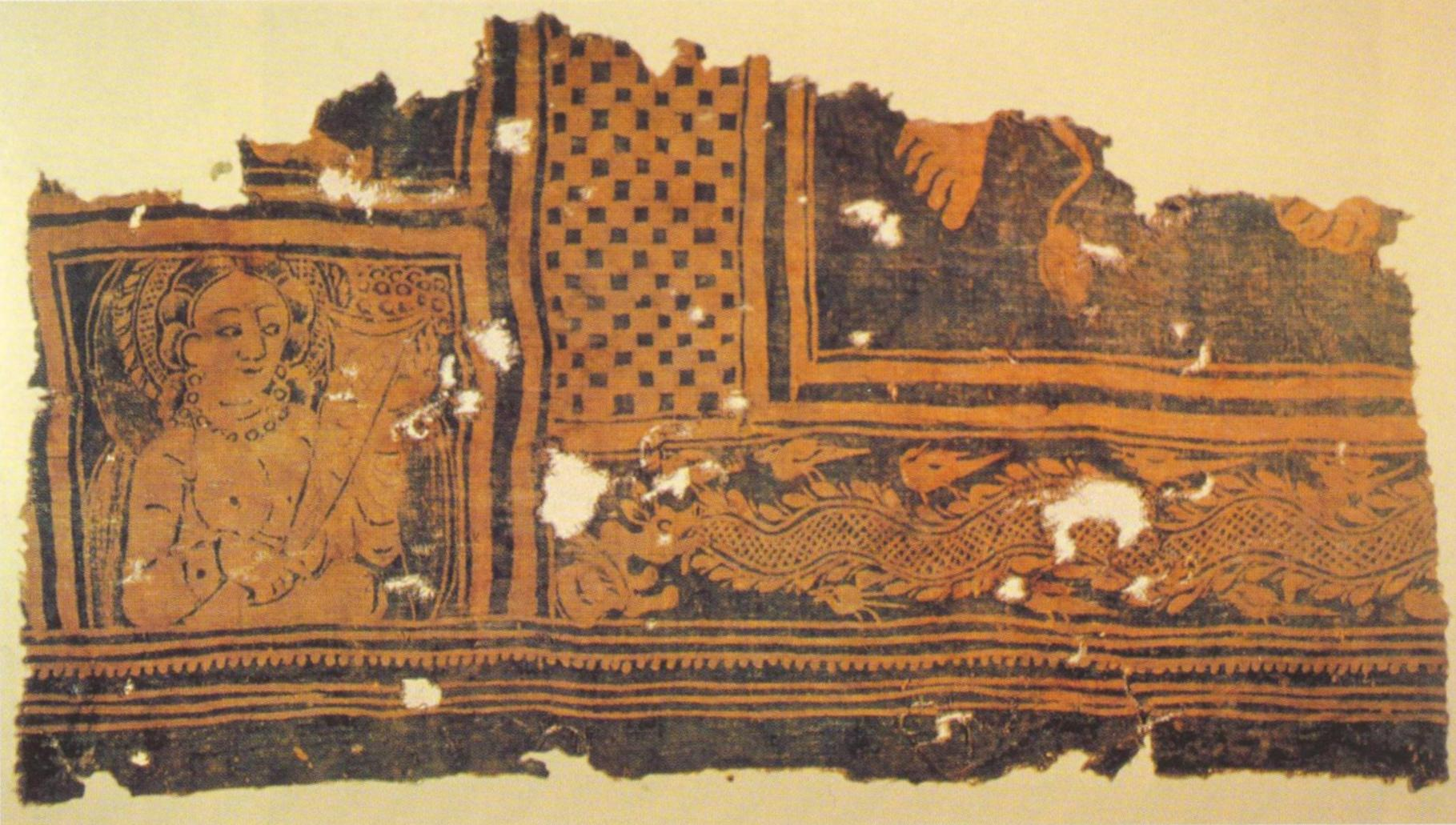
Antigo batik chinés
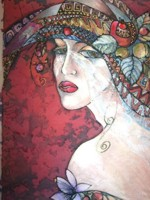
Batik de Irìna Babaiàn